# Kuressaare linnastaadion
Das Kuressaare linnastaadion (deutsch Städtisches Stadion Kuressaare) ist ein Fußballstadion mit Leichtathletikanlage in der estnischen Stadt Kuressaare auf der Ostseeinsel Saaremaa, der größten Insel Estlands. Es ist zugleich das Heimstadion des Erstligisten FC Kuressaare. Es liegt im südlichen Lossipark, der direkt am Baltischen Meer angrenzt. Das Stadion bietet 2.000 Zuschauern Platz. Im Stadion wurden insgesamt sechs Fußball-Länderspiele ausgetragen darunter vier der Männer sowie zwei der Frauen, die letzte Partie im Jahr 2008.
Im Jahr 2014 wurde das Stadion renoviert.

## Länderspiele

### Männer
Vier Länderspiele der estnischen Fußballnationalmannschaft der Männer fanden im Kuressaare linnastaadion statt.
- 15. November 2000:  Estland –  Kirgisistan 1:0
- 9. Mai 2001:  Estland –  Finnland 1:1
- 3. Juli 2002:  Estland –  Aserbaidschan 0:0
- 22. November 2008:  Estland –  Litauen 1:1

### Frauen
Die estnische Frauenfußballnationalmannschaft trug zwei Länderspiele im Stadion von Kuressaare aus.
- 4. September 1999:  Estland –  Slowakei 0:4
- 18. April 2002:  Estland –  Kroatien 0:3